# BGŻ ProLiga 2012
8. edycja BGŻ ProLigi 2012 to cykl najważniejszych wyścigów kolarskich w Polsce w 2012 roku, z wyjątkiem Tour de Pologne, który należał do najwyższej kategorii wyścigów na świecie UCI World Tour.
W kalendarzu na rok 2012 figurowało 15 wyścigów (6 wieloetapowych i 9 jednodniowych). 
Pierwsze miejsce w cyklu wyścigów zdobył kolarz CCC Polsat Polkowice Marek Rutkiewicz. Ubiegłoroczny triumfator Łukasz Bodnar zajął 9. miejsce.

## Klasyfikacja końcowa
| M-ce | Imię i nazwisko       | Drużyna              | Pkt |
| ---- | --------------------- | -------------------- | --- |
| 1.   | Marek Rutkiewicz      | CCC Polsat Polkowice | 393 |
| 2.   | Mariusz Witecki       | Bank BGŻ             | 258 |
| 3.   | Tomasz Smoleń         | Bank BGŻ             | 193 |
| 4.   | Sylwester Janiszewski | CCC Polsat Polkowice | 178 |
| 5.   | Mateusz Taciak        | CCC Polsat Polkowice | 173 |
| 6.   | Bartosz Huzarski      | Team NetApp          | 120 |
| 7.   | Robert Radosz         | BDC MarcPol          | 109 |
| 8.   | Paweł Cieślik         | Bank BGŻ             | 87  |
| 9.   | Łukasz Bodnar         | Bank BGŻ             | 83  |
| 10.  | Błażej Janiaczyk      | Bank BGŻ             | 83  |